# Pohlitz (Greiz)
Pohlitz ist ein Stadtteil von Greiz im Landkreis Greiz in Thüringen.

## Lage
Pohlitz befindet sich nordöstlich des Zentrums von Greiz auf der Hochebene des Elstertales. Im Osten befindet sich der Greizer Stadtteil Raasdorf, im Nordosten Herrenreuth. Im Norden schließt sich der Greiz-Werdauer Wald an.

## Geschichte
Pohlitz wurde 1394 erstmals erwähnt und ist wahrscheinlich slawischen Ursprungs. Es besaß früher dem Namen "Pohlentz". Der Ort ist dicht bebaut und gruppiert sich um zwei größere Grünflächen, auf denen früher fünf Teiche lagen. Diese wurden als Löschwasserteich und zur Karpfenzucht genutzt. Die Verbindungsstraße nach Greiz wurde zu Ende des 19. Jahrhunderts durchgehend bebaut. 1921 wurde Pohlitz dann zu Greiz eingemeindet. Zu dem Zeitpunkt hatte der Ort mehrere tausend Einwohner.
Von ca. 1950 bis 1985 wurden auf Pohlitzer Flur zahlreiche Neubauprojekte verwirklicht, um der Wohnungsknappheit in der DDR Herr zu werden. So wurden zunächst einige Wohnblöcke an der Verbindungsstraße nach Greiz realisiert. Ab 1958 wurde ein Neubaugebiet an der Dr.-Otto-Nuschke-Straße errichtet, welches direkt östlich und südöstlich an das Dorf anschloss. Dieses Vorhaben war 1969 abgeschlossen. Ab 1976 wurde dann begonnen, die Felder zwischen Pohlitz und dem Reißberg mit Wohnblöcken zu bebauen. Gesamt entstanden hier ca. 2000 Wohnungen im Rahmen des Wohnungsbauprogramms der DDR. Ab 1980 wurde zudem das Wohngebiet "Zaschberg" im Nordwesten von Pohlitz errichtet.
Die Neubaugebiete Reißberg-Pohlitz sowie Zaschberg sollten laut dem Greizer Stadtentwicklungskonzept von 2003 bis zum Jahr 2020 komplett abgerissen werden. Die Mehrzahl der Wohnblöcke ist jedoch bis heute noch vorhanden und bewohnt. Das Gebiet um die Dr.-Otto-Nuschke-Straße soll langfristig erhalten bleiben. Die dortigen Wohnblöcke sind zum Großteil saniert.

Wohnhauskomplex

## Verkehr
Pohlitz ist über die Pohlitzer Straße (ehemals Greizer Straße) an das Stadtzentrum angebunden. Die westlich aus dem Ort führende Gerhart-Hauptmann-Straße wurde mit dem Neubaugebiet Reißberg-Pohlitz errichtet und führt ebenfalls nach Greiz. Weitere Straßen führen im Osten nach Raasdorf sowie nördlich nach Waldhaus.
Im Öffentlichen Personennahverkehr ist Pohlitz mit der Buslinie 6 der PRG Greiz im Viertelstundentakt ins Greizer Stadtzentrum angebunden. Diese Busse fahren von dort aus weiter nach Elsterberg.

## Sehenswürdigkeiten
- Dorfkirche Pohlitz

## Söhne und Töchter des Ortes
- August Böttger (1850–1919), deutscher Gastwirt und SPD-Politiker
- Hans Schröder (1929–1997), deutscher Chirurg und Urologe, Hochschullehrer in Jena